# Yūki Kobayashi (ur. 1988)
Yūki Kobayashi (jap. 小林裕紀 Kobayashi Yūki; ur. 18 października 1988) – japoński piłkarz występujący na pozycji pomocnika. Obecnie występuje w Oita Trinita.

## Życiorys

### Kariera klubowa
Od 2011 roku występował w klubach Júbilo Iwata, Albirex Niigata i Nagoya Grampus.
13 sierpnia 2019 podpisał kontrakt z japońskim klubem Oita Trinita.